# 韦景昭
韦景昭（694年—785年12月17日），字怀宝，丹阳郡延陵县人（在今江苏省常州市），唐朝道士，号称“紫阳真人大法师”。道教上清派茅山宗第十四代宗师，李含光门人。
祖父韦道会，父亲韦思藏，皆是隐士。早年在延陵寻仙观出家，以丹台著称。后移居长安肃明观。二十年后，回到家乡茅山太平观，天宝年间与李含光一起奉诏修建茅山紫阳观。
从陶弘景传法于王远知，再传华阳观道士王轨，再传上士包方广，再传崇阳观道士包法整，法整传大法师包士荣，韦景昭则师从包士荣。
贞元元年十一月十一日癸卯（785年12月17日）在紫阳观去世，享年九十二。葬于茅山雷平山之西原李含光墓左侧。
江苏句容县茅山有《华阳三洞景昭大法师碑》，陆长源撰。